# Ike Sturm
Ike Sturm (Wisconsin, 29 giugno 1978) è un contrabbassista, compositore e bandleader statunitense a Manhattan, New York; è direttore musicale del Jazz Ministry della chiesa di San Pietro a Manhattan.

## Biografia
Cresciuto in una famiglia di musicisti nel Wisconsin, Sturm imparò dal padre, il compositore e arrangiatore Fred Sturm. Ha conseguito il diploma presso la Eastman School of Music e si è esibito con Gene Bertoncini, Donny McCaslin, Bobby McFerrin, Ben Monder, Ingrid Jensen, Steve Lehman, Maria Schneider, Kenny Wheeler e molti altri. Ha anche suonato in quattro registrazioni premiate da DownBeat e negli album di Steve Reich per Cantaloupe Music e Nonesuch Records. È apparso con l'International Contemporary Ensemble, Signal e Alarm Will Sound. Inoltre, ha studiato privatamente con il leggendario bassista Dave Holland.
Su commissione della Basilica di San Pietro, ha composto Jazz Mass come opera su larga scala con coro, orchestra d'archi e il sassofonista Donny McCaslin. La registrazione ha ottenuto 4 stelle e mezzo ed è stata nominata tra le migliori del 2010 dalla rivista Down Beat. Jazz Mass è stata presentata in anteprima in Europa nel 2011 presso la Gedächtniskirche di Berlino.

## Discografia

### Album da solista
- 2004: Spirit (Ike Sturm)
- 2009: Jazzmass (CD Baby)

### Collaborazioni
With Steve Reich
- 2002: Tehillim / The Desert Music (Cantaloupe)

Con Ted Poor Quartet
- 2004: All Around (Trier)

Con Kira Fontana
- 2007: The Inner Revolution (Spark the Fire)

Con Alan Ferber
- 2010: Music for Nonet and Strings / Chamber Songs (Sunnyside)

Con Jostein Gulbrandsen Trio
- 2011: Release of Tension (CD Baby)[10]

Con J.J. Wright
- 2014: Inward Looking Outward (Ropeadope)[11]